# Sonic Jump
Sonic Jump (ソニックジャンプ) est un jeu vidéo de plates-formes développé par Sega Mobile et édité par Sega, sorti en 2005 sur téléphone mobile (via le réseau T-Mobile). Il a fait l'objet d'un remake sur iOS et Android en 2012.

## Accueil
- Gamezebo : 3,5/5[1]
- IGN : 7,5/10[2]
- Pocket Gamer : 8/10[3]